# Look at Me Now
Look at Me Now ist ein Lied des US-amerikanischen Sängers Chris Brown. Die Rapper Lil Wayne und Busta Rhymes treten dabei als Gastmusiker in Erscheinung. Der Titel wurde am 1. Februar 2011 als zweite Singleauskopplung aus Browns viertem Studioalbum F.A.M.E. veröffentlicht, woraufhin er in den Billboard Hot 100 bis auf Platz sechs stieg. Im Vereinigten Königreich gelangte das Lied bis auf Rang 44 der Charts, in Deutschland erreichte es keine Platzierung. Bei den Grammy Awards 2012 war der Titel zweimal nominiert, erhielt jedoch keinen Preis. Aus kommerzieller Sicht war er deutlich erfolgreicher als vorangegangene Veröffentlichungen Browns. So erreichte das Lied beispielsweise Platz eins des Genres Rap in den Jahrescharts 2011 der USA.
Die Komposition des Titels hob man in einigen Reviews positiv hervor, wohingegen man den Text als überheblich kritisierte. Das Musikvideo erhielt geteilte Kritiken. Einige Rezensenten zeigten sich von den tänzerischen Aspekten und der farblichen Gestaltung beeindruckt, während andere das Konzept als wenig innovativ abstempelten.

## Hintergrund und Veröffentlichung
Das Lied wurde laut Album-Begleitheft von Jean Baptiste, Chris Brown, Ryan Buendia, Dwayne Carter (Lil Wayne), Wesley Pentz und Trevor Smith (Busta Rhymes) geschrieben. Als Produzent fungierten ebenfalls Wesley Pentz (als Diplo) sowie Afrojack. Unterstützt wurden sie hierbei von Free School, welche als Co-Produzenten in Erscheinung traten. Die Aufnahmen fanden in The Record Plant statt, einem Tonstudio in Los Angeles, und wurden von Brian Springer geleitet. Die Abmischung wurde von Brian Stanley in den MSR Studios in New York City vorgenommen.
Einer der Produzenten, Diplo, äußerte sich in einem Interview mit dem Magazin Vibe zu der Entstehung des Liedes. So war er zuerst davon ausgegangen, dass es für ein Mixtape Browns verwendet werden soll. Nachdem jedoch die Gastmusiker Lil Wayne und Busta Rhymes an dem Titel mitwirkten, veränderte dieser sich zu einem radio-freundlicheren Lied und man empfand es als unpassend für ein Mixtape.

## Komposition
| Liedteil   | Künstler     |
| 1. Strophe | Chris Brown  |
| Refrain    | Chris Brown  |
| 2. Strophe | Chris Brown  |
| 3. Strophe | Busta Rhymes |
| 4. Strophe | Lil Wayne    |

„Look at Me Now“ wurde als ein vom Dirty South inspiriertes Hip-Hop-Lied beschrieben, welches zusätzlich die Rapper Lil Wayne und Busta Rhymes in Erscheinung treten lässt. Chad Grischow stellte fest, dass aus dem Lied „pochende Bässe, ausgeflippte Synthesizer und Sirenengeräusche“ herauszuhören seien. Zudem sei elektronische Hintergrundmusik zu erkennen. Die Website Idolator meinte, das Lied riefe durch seinen Beat Erinnerungen an den Titel „Teach Me How to Dougie“ der Hip-Hop-Gruppe Cali Swag District hervor. Bei MTV News schrieb man, dass das Lied durch Busta Rhymes, Lil Wayne und Brown eine „schnell-rappende Hektik von fantastischer Hemmungslosigkeit“ erhalte, gleichzeitig jedoch einen „unheimlich langsamen Beat“ habe.
Der Text des Titels wurde gemeinhin als überheblich kritisiert. Die Website Idolator beschrieb, dass Brown zuerst darüber rappt, dass er trotz aller Geschehnisse immer noch eine wichtige Rolle in der Musikbranche spielt, bevor er zu einer „typischen geschmacklosen Diskussion über seine Männlichkeit“ übergehe. Die angesprochenen „Geschehnisse“ bezogen sich dabei auf seine Auseinandersetzung mit Rihanna. In einer Review der New York Times hieß es, dass der Text sich mehrmals mit dem gegenseitigen Ausspannen von Freundinnen beschäftigt.

## Musikvideo

### Hintergrund
Bei dem Video führte Colin Tilley Regie, der zuvor schon oft mit Brown in diesem Zusammenhang zusammengearbeitet hatte. Gefilmt wurde es am 16. Februar 2011 in Los Angeles. Am nächsten Tag tauchten im Internet erstmals Bilder des Drehs auf, welche unter anderem das Sportauto DeLorean DMC-12 und den Krankenwagen aus dem Video zeigten. Am 9. März leakte dieses schließlich, einen Tag später wurde es offiziell veröffentlicht. In einem Interview mit MTV News äußerte Brown sich zu dem Konzept des Videos. Dabei hielt er fest, dass dies sein erstes Rap-Video sei und er gewollt habe, dass es „old school“ wirke. Dabei bezog sich der Begriff auf seine Jugend in den 1990er-Jahren.

### Zusammenfassung
In den ersten Bildern sieht man Brown, wie er eine Wand mit Graffiti besprüht, anschließend werden Busta Rhymes und Lil Wayne kurz eingeblendet. Dann ist in weißer Schrift auf schwarzem Hintergrund der Name des Liedes zu sehen. In der ersten Szene des Videos ist Brown, gekleidet mit einer verspiegelten Maske, in einer Art Vogelkäfig zu sehen, bevor die Kamera in eine Tiefgarage wechselt, welche mit Rauch und Graffiti versehen ist. Dazwischen werden immer wieder Sequenzen eingeblendet, in denen einige Menschen in der Garage tanzen. Als Brown zu rappen beginnt, steht er neben Busta Rhymes und trägt eine Hornbrille, ein rotes Baseballcap und ein weißes Baseball-Jersey, was an Mars Blackmon aus dem Film Nola Darling erinnert. Anschließend zeigt man Rhymes, wie er neben Brown stehend und zwischenzeitlich auch auf einer Treppe sitzend rappt. Zuletzt rappt Lil Wayne seinen Vers vor einem Auto, das ebenfalls in der Tiefgarage steht.

### Rezeption
Brad Wete von Entertainment Weekly war der Meinung, dass Brown durch „Bustas rasante Bewegungen und Weezys frenetischen Vers“ praktisch „aus dem Video gejagt wird“. Allerdings sagte er auch, dass Brown seine textlichen Schwächen mit seinen tänzerischen Fähigkeiten mehr als wettmache. Ed Easton stellte fest, dass das Video „cool“ sei und es Spaß mache, es zu sehen. Des Weiteren fügte er hinzu, dass die „beliebige Abfolge an Farben, die von Brown und seiner Begleitung dargestellt werden, dafür sorgt, dass man als Zuschauer weiterhin das Video anschaut“. Amanda Hensel von PopCrush beschrieb das Video als eine „solide Grundlage für Browns potentielles großes Comeback in der Musikszene“. Becky Bain kritisierte den Clip jedoch dafür, dass er ein „ähnliches Kozept wie viele andere Videos in der Vergangenheit“ habe.

### Auszeichnungen und Nominierungen
Bei den BET Awards 2011 gewann das Video in der Kategorie „Video of the Year“. Bei den MTV Video Music Awards 2011 in Los Angeles war es in den Kategorien „Best Hip-Hop Video“ und „Best Collaboration“ nominiert, wobei es jedoch gegen „Super Bass“ von Nicki Minaj und „E.T.“ von Katy Perry und Kanye West verlor. Bei den BET Hip Hop Awards 2011 gewann der Clip in der Sparte „Best Hip Hop Video“. Latifah Muhammad von The Boombox zeichnete das Video mit Platz sieben in ihrer Liste der besten Hip-Hop- und R&B-Videos aus und schrieb dazu, dass es „eine Ode an die Rapmusik der alten Schule“ sei.

## Liveauftritte
Brown sang Look at Me Now regelmäßig während seiner F.A.M.E. Tour. Als er sich im April 2011 aus diesem Grund in Sydney aufhielt, war er Überraschungsgast bei einem Konzert der My World Tour von Justin Bieber, wo sie das Lied gemeinsam sangen. Bei den BET Awards 2011, bei denen Brown siebenmal nominiert war, trat er ebenfalls auf und sang neben Look at Me Now noch „She Ain’t You“ und „Paper, Scissors, Rock“. Dabei erschien Busta Rhymes in einem hellerleuchteten Würfel auf der Bühne, die er nach seinem Vers direkt wieder verließ.

## Mitwirkende
- Chris Brown – Songwriter, Lead-Gesang
- Wesley Pentz – Songwriter, Produzent
- Jean Baptiste – Songwriter
- Ryan Buendia – Songwriter
- Dwayne Carter (Lil Wayne) – Songwriter, Gastmusiker
- Trevor Smith (Busta Rhymes) – Songwriter, Gastmusiker
- Afrojack – Produzent
- Free School – Co-Produzent
- Brian Stanley – Abmischung
- Mike Layos – Abmischung (Assistent)
- Ryan Kelly – Abmischung (Assistent)
- Brian Springer – Aufnahme
- Iain Findlay – Aufnahme (Assistent)[22]

## Rezeption

### Rezensionen
Jon Caramanica von der New York Times lobte den Titel, wobei er besonders die „fabelhafte, heimtückisch einprägsame Produktion“ der Produzenten hervorhob. Seiner Meinung nach stelle das Lied zudem das Highlight des Albums F.A.M.E. dar. Hannah Ash war ebenfalls von dem Lied überzeugt und schrieb, dass es „fantastische Raps von allen beteiligten Künstlern“ demonstriere. Bei Yahoo! Music bezeichnete man es als den „Spitzentitel“ des Albums, welcher von der „wirklich exzellenten Produktion und gesanglicher Wildheit profitiert, die sonst überall fehlt“. Ed Easton Jr. nannte den Titel einen „eingebildeten, auf Hip-Hop basierenden Song“ und fügte hinzu, dass Browns Fähigkeiten als Rapper nicht an Lil Waynes und Busta Rhymes’ Level heranreiche. Im Vergleich zu den zwei anderen würde verdeutlicht, wie wenig Persönlichkeit Brown bei seinen eigenen Liedern ausstrahle. Zudem wirke er durch die beiden Anderen beinahe unsichtbar.

### Preise und Nominierungen
Das Lied erhielt einige Nominierungen und auch Auszeichnungen. So gewann Brown mithilfe des Titels bei den BET Awards 2011 in den Kategorien „Viewer’s Choice Award“ und „Best Collaboration“. Bei den Soul Train Music Awards war er in der Sparte „Best Hip-Hop Song of the Year“ nominiert, verlor jedoch gegen Nicki Minajs „Moment 4 Life“. Auch bei den BET Hip Hop Awards gewann das Lied zweimal: „Reese’s Perfect Combo Award“, „Verizon People’s Champ Award“. Bei den Grammy Awards 2012, die am 12. Februar 2012 stattfanden, war der Titel in den Kategorien „Best Rap Performance“ und „Best Rap Song“ nominiert. Dabei verlor er jedoch gegen „Otis“ von Jay-Z und Kanye West beziehungsweise „All of the Lights“ von Kanye West featuring Rihanna, Kid Cudi & Fergie.
Das Lied landete zudem auf einigen Bestenlisten, unter anderem auf einer von Rap-Up. Dort belegte es Platz vier der besten Song aus dem Jahr 2011.

## Kommerzieller Erfolg

### Chartplatzierungen
In Deutschland, der Schweiz und in Österreich stieg das Lied nicht in die Charts ein. In den USA erlangte es in der ersten Woche Platz 62 der Hot R&B/Hip-Hop Songs, nach neun Wochen erreichte es in dieser Hitliste Platz eins. Auf diesem Rang hielt es sich insgesamt acht Wochen.
In der Hitliste der Hot Rap Songs konnte der Titel sich ebenfalls auf Position eins platzieren. Dort blieb er sogar zehn Wochen lang. Somit war es Browns zweite Nummer-eins-Platzierung in dieser Liste. Zuvor war ihm dies 2006 als Gastmusiker bei Bow Wows „Shortie Like Mine“ gelungen.
In den genreübergreifenden Billboard Hot 100 stieg das Lied im Februar auf Position elf ein. Nachdem es zwischenzeitlich aus den Top 30 der Charts fiel, erlangte es im April mit Rang sechs seine Höchstposition. Mit dem Einstieg in die Top Ten wurde es zudem Browns zehnter Hit unter den ersten zehn Plätzen in den Billboard Hot 100, wobei er dabei bei drei Liedern lediglich als Gastmusiker in Erscheinung trat. Zudem war es seine höchste Platzierung, seit „Forever“ 2008 Position zwei erreicht hatte. Bis Dezember 2011 konnten allein in den USA rund 3.178.000 Tonträger verkauft werden.
| ChartsChartplatzierungen       | Höchstplatzierung | Wochen |
| ------------------------------ | ----------------- | ------ |
| Vereinigte Staaten (Billboard) | 6 (27 Wo.)        | 27     |
| Vereinigtes Königreich (OCC)   | 44 (9 Wo.)        | 9      |

| ChartsJahrescharts (2011)      | Platzierung |
| ------------------------------ | ----------- |
| Vereinigte Staaten (Billboard) | 21          |

### Auszeichnungen für Musikverkäufe
| Land/Region                  | Auszeichnungen für Musikverkäufe (Land/Region, Auszeichnung, Verkäufe) | Verkäufe   |
| ---------------------------- | ---------------------------------------------------------------------- | ---------- |
| Australien (ARIA)            | 2× Platin                                                              | 140.000    |
| Neuseeland (RMNZ)            | 2× Platin                                                              | 60.000     |
| Norwegen (IFPI)              | Platin                                                                 | 10.000     |
| Vereinigte Staaten (RIAA)    | Diamant                                                                | 10.000.000 |
| Vereinigtes Königreich (BPI) | Gold                                                                   | 400.000    |
| Insgesamt                    | 1× Gold · 5× Platin · 1× Diamant ·                                     | 10.610.000 |

Hauptartikel: Chris Brown (Sänger)/Auszeichnungen für Musikverkäufe

## Coverversionen und Remixe
Am 4. Februar 2011 stellte der amerikanische R&B-Sänger Trey Songz unter dem Zusatz „Triggamix“ eine Remix-Version des Liedes auf seine Twitter-Seite. Dabei fragte er in einem Vers, warum Brown ihn nicht gebeten habe, an dem Titel mitzuwirken. Ein sogenannter „So-So-Def-Remix“ des Titels, aufgenommen von der Rapperin Da Brat, wurde am 13. April im Internet veröffentlicht. Das Popmusik-Duo Karmin lud im April 2011 eine Coverversion des Musikstückes bei YouTube hoch, welche innerhalb von drei Tagen 560.000 Klicks verzeichnen konnte. Der US-amerikanische Rapper Mac Lethal lud ebenfalls eine Coverversion des Titels auf Youtube hoch, die ihn beim Backen von Pancakes zeigt, während er zeitgleich das Lied singt. Am 14. April 2011 coverte der kanadische Sänger Justin Bieber den Titel auf seiner My World Tour in Tel Aviv, Israel.